# 杨杰 (1921年)
杨杰（1921年—2007年5月21日），原名杨俊阁，男，直隶（今河北）巨鹿人，中华人民共和国政治人物，曾任铁道部负责人、交通部负责人、中国人民解放军基建工程兵副政治委员（副大区职）。中国人民解放军开国大校。

## 生平
杨杰是河北省巨鹿县阎家桥村人。1938年1月参加八路军。1938年加入中国共产党。任巨鹿县委宣传部长、冀南五地委副秘书长、八路军冀南军区五分区第27团政治处宣传教育股股长、基干营政治教导员。1940年9月任冀南五分区第27团政治处主任、冀南五分区政治部组织科科长。1942年6月任枣北县委书记兼县长。1943年5月任冀南五分区基干团政治委员。
解放战争时期，1945年10月任晋冀鲁豫野战军第二纵队第5旅第14团政委。随刘邓大军千里跃进大别山。1947年9月任鄂豫军区霍固县指挥部政治委员兼霍固县委书记，1948年10月任鄂豫军区一分区政治部副主任，1949年2月任第二野战军后勤司令部兵站政治部副主任、运输部政委。
中华人民共和国成立后，1950年1月任西南军区后勤部运输部副政治委员、政治委员。1952年8月任西南军区司令部军事交通处长。1955年7月任总参谋部军事交通部训练处处长。1966年3月任总参军交部副部长（此时军交部长吕正操上将，副部长黄新友少将、徐斌少将、贺健少将、杨杰大校、栗培元大校）。
1967年5月19日晚，周恩来接见铁道部临时业务监督小组（1967年1月29日成立）全体成员和铁道部机关两派群众组织——铁道部机关革命造反总部和联络总站的代表。周恩来宣布，将对铁道部实行军事管制。陪同周恩来接见的，有总参军务部部长苏静（拟任铁道部军管会主任），总参军事交通部副部长杨杰（拟任部军管会副主任），这是苏、杨在铁道部的首次亮相。5月20日，杨杰在铁道部主持会议，传达将铁道部西南工程指挥部移交铁道兵问题。1967年5月31日经毛泽东批示“照办”的《中共中央、国务院、中央军委、中央文化革命小组关于对铁道部实行军事管制的决定（试行草案）》发布，总参军务部长（正兵团职）苏静任铁道部军事管制委员会主任，总参军交部副部长（副军职）杨杰、总参作战部空军处处长（正师职）朱互宁任铁道部军事管制委员会副主任。6月1日，中共中央、国务院、中央军委、中央文化革命小组发出《关于坚决维护铁路、交通运输革命秩序的命令》。6月1日，军管会正式进驻铁道部，铁道部临时业务监督小组改为军管会业务协助小组。6月12日，国务院、中央军委决定，对全国铁路实行全面军管。8月10日，中共中央、国务院、中央军委、中央文革小组联合发布了《关于派国防军维护铁路交通的命令》。1967年10月4日苏静调任国家计委、国家物价委员会、国家统计局三单位军事代表，国务院业务组成员，国务院政工小组负责人；朱互宁调任冶金工业部事管制委员会主任。杨杰主持铁道部工作。1967年11月15日总参军训部空军训练处副处长韩卫民调任铁道部军管会副主任。1968年8月17日至1970年6月22日任铁道部革命委员会主任。随铁道部并入交通部，1970年6月至1975年1月任交通部革命委员会主任、交通部党的核心小组组长。1975年7月调回部队任总参谋部管理局政治委员。1977年5月16日任中国人民解放军基建工程兵办公室第一副主任。1978年10月28日至1983年11月任中国人民解放军基建工程兵副政治委员。1987年2月以副大军区职离休。
获二级独立自由勋章、二级解放勋章。1955年9月授衔上校。1960年6月晋升大校军衔。1988年7月独立功勋荣誉章。中共九大、十大代表，第六届全国人民代表大会代表。